# Erzsébet (prénom)
Erzsébet est un prénom hongrois féminin.

## Personnalités portant ce prénom
- Erzsébet Báthory
- Erzsébet Kocsis
- Erzsébet Szilágyi
- Erzsébet Szőnyi
- Erzsébet Vaszkó
- Erzsébet Viski